# Elecciones regionales de Risaralda de 2011
Las Elecciones regionales de Risaralda de 2011, actualmente en proceso de escrutinio, se llevaron a cabo el 30 de octubre de 2011. En el Departamento de Risaralda fueron elegidos los siguientes cargos para un periodo de cuatro años contados a partir del 1° de enero de 2011:
- Gobernador de Risaralda: Jefe administrativo y ejecutivo del Departamento.
- 12 Diputados de la Asamblea Departamental
- Alcaldes municipales y concejales municipales para cada uno de los 14 municipios del Departamento.
- Comuneros de JAL en 5 municipios del Departamento (Pereira, Dosquebradas, Santa Rosa de Cabal, Belén de Umbría y La Celia).

## Campaña por la Gobernación
Para suceder a Tamayo se han presentado cinco candidatos:

### Avalado por firmas (Unir)
El primero en iniciar campaña fue el Exgobernador de Risaralda Carlos Alberto Botero López, quien hasta el momento lidera en las encuestas de opinión para el cargo de Gobernador de Risaralda. Gerente del Hospital Santa Mónica del Municipio de Dosquebradas, y Gerente del Hospital Universitario San Jorge de Pereira. Es disidente del Partido Liberal Colombiano, se inscribió con firmas, bajo el coyuntural movimiento cívico Unidad Nacional Independiente con Resultados con el apoyo electoral del Partido de la U, el cual no tiene candidato a la Gobernación; así como con el respaldo de figuras liberales como el Exrepresentante Octavio Carmona, condenado judicialmente e inhabilitado de por vida, por desfalcar al Estado Colombiano. El candidato Botero tiene aún pendiente una investigación penal por parapolítica en la Corte Suprema de Justicia de Colombia.

### Liberal y Cambio Radical
El segundo en iniciar campaña fue el exdirector de la CARDER Alberto Arias Dávila, quien se inscribió por la coalición del Partido Liberal Colombiano y el Partido Cambio Radical. Arias no ha logrado crecer, según las encuestas, en su favoritismo con los electores, y por el contrario ha ido retrocediendo en los sondeos de opinión ubicándose en el puesto cuarto. Hasta el 30 de septiembre se rumoró de una posible declinación suya en favor del candidato conservador Sigifredo Salazar. Finalmente, aunque siguió, Cambio Radical y el grueso del liberalismo le retiraron su apoyo.

### Conservador
El tercero en lanzar su candidatura fue el oficialista exdiputado Sigifredo Salazar Osorio, que se inscribió a nombre del gobernante Partido Conservador, va de segundo en las encuestas, aunque muy lejos del médico Botero. Hasta finales del mes de septiembre, su campaña trato de hacer una alianza con el liberal Arias Dávila, escogiendo un candidato único de estos dos partidos mediante una encuesta, lo cual nunca se concretó, pero si rebajo durante el tiempo que duraron las negociaciones a los dos aspirantes a la calidad en la práctica de 'precandidatos'. Salazar es apoyado por el clan Merheg Marún, actualmente investigado por concierto para delinquir, vínculos con el Bloque Central Bolívar, evasión de impuestos, adjudicación ilícita de contratos y adjudicación ilícita de tierras en el Vichada.

### MIRA
La cuarta en lanzar su candidatura fue las dos veces Diputada Martha Cecilia Alzate, quien inscribió su candidatura a nombre del Movimiento MIRA, y quien, con el reconocimiento de varios medios de comunicación de haber sido la mejor Diputada de Risaralda, ha venido mejorando en las encuestas a tal punto de superar al candidato del tradicional Partido Liberal, ubicándose en el tercer lugar, muy cerca del candidato conservador.

### Afrovides
Al cierre de las inscripciones, realizó el respectivo trámite una ciudadana de nombre Julieth Ximena Hurtado, quien presentó el aval del minoritario movimiento étnico Afrovides,es periodista y ha realizado un trabajo social en el departamento.

## Gobernación
| Candidato                | Partido                                                               |
| ------------------------ | --------------------------------------------------------------------- |
| Carlos Alberto Botero    | Avalado por firmas (UNIR -Unidad Nacional Incluyente con Resultados-) |
| Sigifredo Salazar Osorio | Partido Conservador Colombiano                                        |
| Martha Cecilia Alzate    | Movimiento MIRA -Movimiento Independiente de Renovación Absoluta-     |
| Alberto Arias Dávila     | Partido Liberal Colombiano y Partido Cambio Radical                   |
| Julieth Ximena Hurtado   | Movimiento Afrovides                                                  |

## Asamblea Departamental
|  | 21.25 % |

|  | 20.87 % |

|  | 19.83 % |

|  | 9.99 % |

|  | 9.12 % |

|  | 2.87 % |

|  | 2.74 % |